# Alessio Bonomo
Alessio Bonomo (Napoli, 13 agosto 1970) è un cantautore italiano.

## Biografia
Diplomatosi in ragioneria, inizia a suonare la chitarra e il pianoforte.
Trasferitosi a Roma, inizia a scrivere canzoni e ad esibirsi al Folkstudio, invitato più volte da Giancarlo Cesaroni. Nel 1998 ottiene un contratto discografico con la Sugar Music, casa discografica di proprietà di Caterina Caselli, e debutta l'anno successivo con il singolo Il deserto.
Si fa conoscere dal grande pubblico nel 2000 quando partecipa al Festival di Sanremo di quell'anno con il brano La croce: il video del brano è realizzato da Oliviero Toscani.
L'album di debutto La rosa dei venti (prodotto da Fausto Mesolella degli Avion Travel), pubblicato l'anno seguente, oltre al pezzo sanremese contiene tra le canzoni una versione di Girl from the North Country di Bob Dylan intitolata La ragazza del nord. Dylan, consultato attraverso la sua casa discografica, accetta di co–firmare il brano con Alessio Bonomo.
Per due anni è ospite della rassegna Musicultura, ed effettua una tournée con gli Avion Travel prendendo parte, con Nada, Fabrizio Bentivoglio e Aires Tango, al progetto Grande Orchestra Avion Travel. Scrive inoltre i testi di alcuni brani per Andrea Bocelli, in particolare Si voltò, Chiara, L'incontro e Libertà.

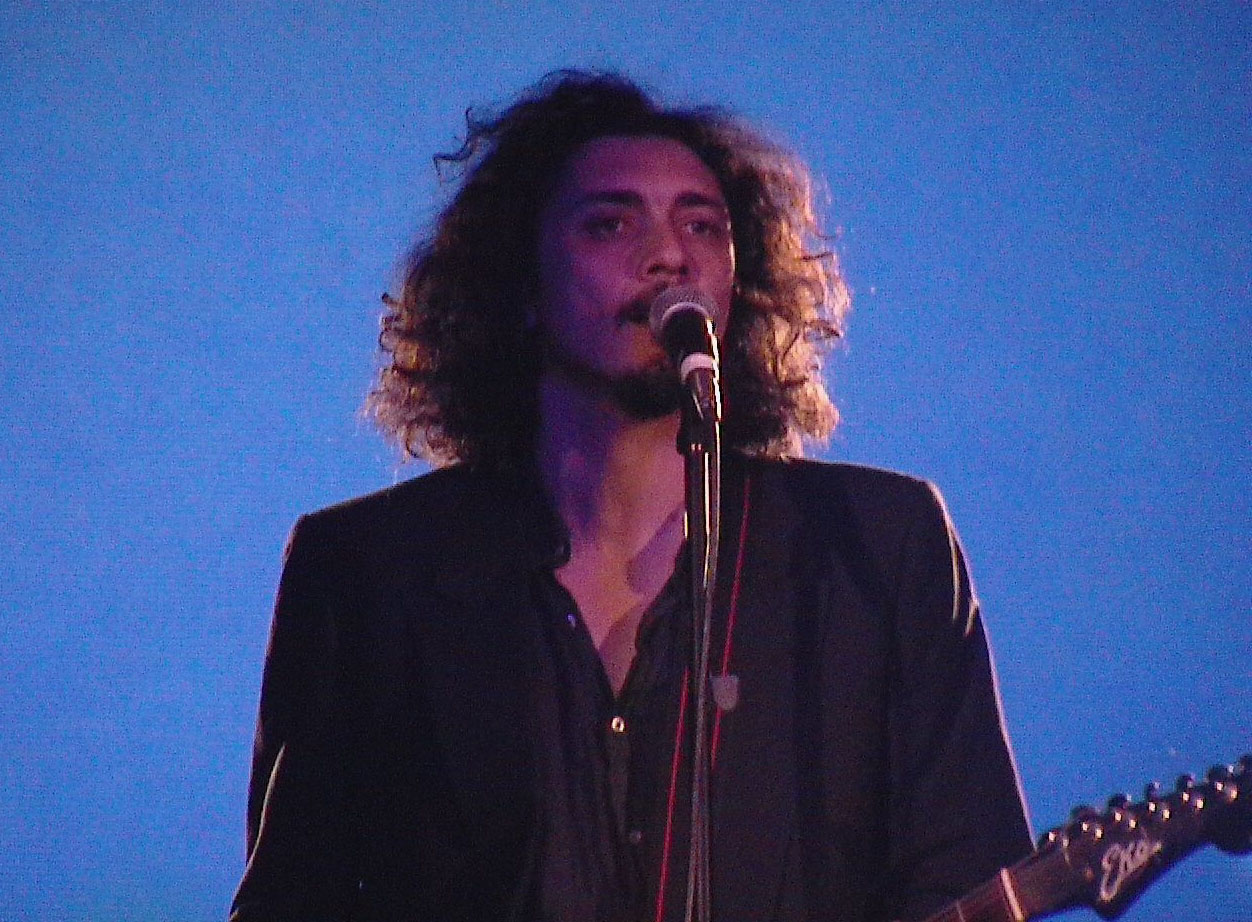
Alessio Bonomo in concerto a La Palma Club (Roma) il 10 marzo 2007.

Nel 2008 inizia a lavorare al suo secondo album. 
Nel 2011 firma il testo di Lei colorerà contenuto nell'album Complici del duo Musica Nuda composto da Petra Magoni e Ferruccio Spinetti che arriva al primo posto della classifica Jazz in Francia.
Nel giugno 2011 vince con Francesco Cerasi ed Emilio Solfrizzi il Nastro d'Argento a Taormina per la miglior canzone originale con Amami di più, di cui scrive il testo, interpretata da Emilio Solfrizzi e contenuta nel film Se sei così ti dico sì di Eugenio Cappuccio.
Il 28 febbraio 2012 viene presentato in anteprima nazionale al Teatro Ambra Jovinelli di Roma il nuovo progetto discografico di Alessandro Haber dal titolo Haber bacia tutti per il quale oltre a firmare tutti i testi e le musiche, ha curato la produzione artistica e gli arrangiamenti insieme a Francesco Arpino. Un progetto che ha visto la partecipazione di grandi nomi del panorama musicale nazionale ed internazionale (Peppe Servillo, Giusy Ferreri, Giuliano Sangiorgi, Enzo Gragnaniello, Sergio Cammariere, Phil Palmer, Danilo Rea, Paolo Fresu, Fausto Mesolella).
Nel 2014 avviene la pubblicazione del nuovo progetto discografico Tra i confini di un'era (Esordisco), con la produzione artistica e gli arrangiamenti di Francesco Arpino.
Il 26 gennaio 2018 viene pubblicato La musica non esiste, sempre per l'etichetta Esordisco, 12 tracce composte da Alessio con la fondamentale collaborazione di Fausto Mesolella a cui questo disco è dedicato, che oltre ad aver suonato, ha curato arrangiamenti e produzione artistica, insieme a Tony Canto, che ha curato la postproduzione dopo l'improvvisa scomparsa di Mesolella nel 2017. Tra gli ospiti Petra Magoni e Ferruccio Spinetti, Alessandro Mannarino, Peppe Servillo e Peppe D'Argenzio degli Avion Travel e lo stesso Fausto Mesolella.
Nel 2024 scrive i testi per l'album di Gianni Togni Edizione straordinaria.

## Discografia

### Album studio
- 2001 - La rosa dei venti (Sugar Music)
- 2014 - Tra i confini di un'era (Esordisco)
- 2018 - La musica non esiste (Esordisco)

### EP
- 2007 - Un altro mondo (Rossodisera)

### Singoli
- 1999 - Il deserto (Sugar Music)
- 2000 - La croce (Sugar Music)